# علم النفس الثقافي
علم النفس الثقافي هو مجال علم النفس الذي يفترض فكرة أن الثقافة والعقل لا ينفصلان، وأنه ربما تكون النظريات النفسية المتأصلة في ثقافة واحدة محدودة في قابليتها للتطبيق، وذلك عند تطبيقها على ثقافة مختلفة. وكما كتب ريتشارد شويدر، وهو أحد الأنصار الأساسيين لهذا المجال، يقول إن «علم النفس الثقافي هو دراسة طريقة تنظيم التقاليد الثقافية والممارسات الاجتماعية وتحديدها وتحويلها للنفس البشرية، مما يؤدي إلى وجود وحدة نفسية للجنس البشري أقل من الاختلافات العرقية في العقل والنفس والعاطفة» (1991، ص.72). وعلم النفس الثقافي هو ذلك الفرع من علم النفس الذي يتعامل مع دراسة وتأثير الثقافة والتقاليد والممارسات الاجتماعية على النفس البشرية من أجل وحدة الجنس البشري. ويحاول علم النفس الثقافي اكتشاف العلاقة بين الثقافة وعلم النفس، وكيف تؤثر على سلوك الفرد وتعيد تشكيله.
ترجع أصول علم النفس إلى ستينيات وسبعينيات القرن العشرين، لكنها أصبحت أكثر شهرة في ثمانينيات وتسعينيات القرن العشرين. ومن بين بعض النصوص الكلاسيكية التي تعزز علم النفس الثقافي تلك الخاصة بكل من شويدر وليفين (1984) وتريانديس (1989) وبرونر (1990) وشويدر (1991) وماركوس وكيتاياما (1991) وكول (1996) ونيسبت وكوهين (1996) وشور (1996) وفيسك وآخرين (1998) ونيسبت وآخرين (2001) ونيسبت (2003). ويستخدم علماء النفس الثقافي بشكل عام إما الطرق الإثنوغرافية أو التجريبية (أو مزيج منهما معًا) لجمع البيانات.
من ناحية أخرى، يختلف علم النفس الثقافي عن علم النفس بين الثقافات في أن علماء النفس بين الثقافات يستخدمون بشكل عام الثقافة كوسيلة لاختبار عالمية العمليات النفسية بدلاً من تحديد كيفية تشكيل الممارسات الثقافية المحلية للعمليات النفسية. لذلك، بينما قد يسأل عالم النفس بين الثقافات عما إذا كانت مراحل بياجيه للتطور عالمية عبر مجموعة متنوعة من الثقافات، فقد يكون عالم النفس الثقافي مهتمًا في كيفية قيام الممارسات الاجتماعية لمجموعة معينة من الثقافات بتشكيل تطور العمليات المعرفية بطرق مختلفة.
وتخبرنا أبحاث علم النفس الثقافي عن العديد من المجالات داخل علم النفس، وهي تشمل علم النفس الاجتماعي وعلم النفس التنموي وعلم النفس المعرفي. ومع ذلك، يميل المنظور النسبي لعلم النفس الثقافي إلى الصدام مع وجهات النظر العالمية الشائعة في معظم مجالات علم النفس.
لقد كانت الاختلافات الثقافية بين الأسيويين الشرقيين والأمريكيين الشماليين فيما يتعلق بالانتباه واحدة من أهم المواضيع في السنوات الأخيرة (ماسودا ونيسبت 2001) والإدراك الحسي (كيتاياما وآخرون 2003) والاستعراف (نيسبت وآخرون 2001) والظواهر النفسية الاجتماعية مثل النفس (ماركوس وكيتاياما، 1991). وقد أثار بعض (التوريل) فكرة أن هذا البحث مبني على الصورة النمطية الثقافية والمنهجية الخاطئة (ماتسوموتو). ومع ذلك، واجه أنصار علم النفس الثقافي هؤلاء النقاد بأدلة تشير إلى أن مثل هذه الانتقادات تستند إلى تأكيد شديد على المقارنات بين الثقافات فيما يتعلق بالمواقف والقيم المبلغ عنهما ذاتيًا، والتي تعد غير مستقرة نسبيًا ومضللة في النهاية (هاينه وليمان وبنغ وجرينهولتز 2002؛ نيسبت وونغ 1997). وبدلاً من ذلك، كان الاعتماد على الأدلة التجريبية والإثنوغرافية للعمليات العقلية ذات المستوى الأعمق، والتي تكون أكثر استقرارًا وأكثر تعبيرًا عن التأثيرات الثقافية والتاريخية الضمنية، مما هو عليه علم النفس الثقافي (كيتاياما 2002، نيسبت 2003).
ووفقًا لريتشارد شويدر (1991)، كانت النتيجة الرئيسية للطريقة التعميمية لعلم النفس بين الثقافات هي الفشل المتكرر فيما يتعلق بتكرار النتائج المخبرية الغربية في الإعدادات غير الغربية. ولذلك، يكمن الهدف الرئيسي لعلم النفس الثقافي في امتلاك ثقافات متباينة تحدد النظريات النفسية الأساسية من أجل تحسين و/أو توسيع هذه النظريات؛ بحيث تصبح أكثر ملاءمة للتوقعات والأوصاف والتفسيرات الخاصة بكل السلوكيات البشرية، وليس السلوكيات الغربية فقط (ماركوس وكيتاياما، 2003).
كما أن ما يسمى أحيانًا بـ «علم النفس الثقافي» هو ما تضعه ويكيبديا باسم علم النفس الثقافي والتاريخي.

## العلاقة مع فروع علم النفس الأخرى
يتشابك علم النفس الثقافي مع علم النفس عبر الثقافة. يتميز علم النفس الثقافي عن علم النفس عبر الثقافة بأن متخصصي علم النفس عبر الثقافة يستخدمون الثقافة وسيلةً لاختبار شمولية العمليات النفسية بدلًا من تحديد كيفية تشكُّل العمليات النفسية عبر الممارسات الثقافية المحلية. وبالتالي، بينما يسأل باحث علم النفس عبر الثقافة عن عمومية مراحل جان بياجيه عن النمو النفسي عبر مختلف الثقافات، يسأل باحث علم النفس الثقافي عن كيفية تأثير الممارسات الاجتماعية الخاصة بثقافة معينة على نمو العمليات الإدراكية بالطرائق المختلفة.
تغذي أبحاث علم النفس الثقافي حقولًا عديدة من علم النفس، تشمل علم النفس الاجتماعي وعلم النفس الثقافي التاريخي وعلم النفس التنموي وعلم النفس المعرفي. تسيطر النزعة النسبية على علم النفس الثقافي؛ إذ يقارن الباحثون من خلالها أنماط الفكر والسلوك عبر الثقافات وخلالها، وتتصادم تلك النزعة مع الرؤى الشمولية المسيطرة على حقول علم النفس الأخرى، الساعية إلى التحقق من الحقائق النفسية الأساسية واتساقها في البشرية كلها.

## الأهمية

### الاحتياج إلى أبحاث ثقافية موسعة
يرى ريتشارد شويدر أن محاولة إطلاق نتائج البحوث النفسية الغربية على الإعدادات غير الغربية باءت بالفشل. ولذلك يستهدف علم النفس الثقافي مساهمة الثقافات المختلفة في النظريات النفسية الأساسية؛ لتصحيح تلك النظريات والوصول إلى تنبؤات وتوصيفات وشروحات أوقع حول سلوكيات البشرية كلها، وليس الإنسان الغربي فقط. يتشارك عدد من الباحثين هذا الهدف، ويدعمون مقاربة علم النفس الأهلي. يؤكد باحث علم النفس الثقافي براديب تشاكاراث، في محاولة لإظهار الاهتمامات المشتركة بين علم الثقافي وعلم النفس الأهلي، أن التيار السائد دوليًا لعلم النفس، كما صدَّرته الدول «الغربية» إلى أغلب المناطق الأخرى، يظل واحدًا بين عدد من علوم النفس الأهلية، وبالتالي لا ينطوي على قدر كافٍ من الخبرة متعددة الثقافات ليزعم امتلاك الحقيقة الكونية.
يصف الاختصار W.E.I.R.D المجتمعات الغربية، المتعلمة، الصناعية، الثرية، الديمقراطية (المجتمعات الغربية اختصارًا). مُثلت هذه المجتمعات في البحث النفسي تمثيلًا مفرطًا. تُوصف نتائج البحوث النفسية التي تُجرى على المجتمعات الغربية أنها نظريات شمولية ويمكن تطبيقها على الثقافات الأخرى.
تظهر البحوث الحديثة اختلاف الثقافات من جوانب عديدة، مثل التفكير المنطقي والقيم الاجتماعية. لم يعد ممكنًا تجاهل الأدلة حول تباين العمليات الإدراكية والحافزية عبر المجتمعات. أظهرت الدراسات على الأمريكيين والكنديين والأوروبيين الغربيين أنهم يعتمدون على استراتيجيات التفكير التحليلي، التي تفصل الموضوعات عن سياقها لشرحها والتنبؤ بسلوكها. يشير باحثو علم النفس الاجتماعي إلى «خطأ الإحالة الأساسي» أو النزوع إلى شرح سلوكيات الشخص بالصفات الجوانية الشخصية بدلًا من الاعتبارات الخارجية الظرفية (مثل إحالة حالة غضب إلى شخصية الفرد الغاضبة). تقل تلك الظاهرة خارج المجتمعات الغربية. ينتبه الأفراد إلى السياق الذي حدث فيه السلوك. يميل الآسيويون إلى التفكير التاريخي، إذ ينظرون إلى سلوكيات الفرد بناءً على الموقف، فيكون غضب شخص ما بسبب يوم مزعج. تشير العديد من النظريات البارزة إلى كيفية اعتماد العقل البشري على الفكر التحليلي.
يفشل باحثو علم النفس في التعرُّف على التنوع بين المجتمعات حول العالم عند دراسة المجتمعات الغربية فقط. قد يؤدي تطبيق نتائج بحوث المجتمعات الغربية على مجتمعات أخرى إلى حساب النظريات النفسية بصورة مغلوطة، ويعيق قدرة باحثو علم النفس على عزل السمات الثقافية.

## التكوين المتبادل
يشير مفهوم التكوين المتبادل إلى تأثير المجتمع والفرد كل منهما على الآخر. تؤثر أفعال وسلوكيات الأفراد مباشرةً على المجتمع؛ وذلك لأن المجتمع يتألف من أفراد. وعلى نفس المنوال، يؤثر المجتمع مباشرةً على حياة الأفراد. تترك قيم المجتمع وأخلاقه وطرائق الحياة فيه أثرًا فوريًا على الطريقة التي يشكِّل بها الفرد نفسه ويكون شخصًا. يحدد المناخ المجتمعي كيفية نمو الفرد. يمثل التكوين المتبادل نموذجًا دوريًا؛ يؤثر فيه الفرد والمجتمع كل منهما على الآخر.
يعتمد علم النفس الثقافي على هذا النموذج، ولكن تفشل المجتمعات غالبًا في التعرف عليه. تنزع النظم الاجتماعية إلى تقزيم تأثير الأفراد على مجتمعاتهم، بالرغم من قبول فكرة تأثُّر الأفراد بالثقافة وتأثيرهم فيها بصورة عامة. تحاول رسالة المنظمة في حالة إدارات الأعمال والمدارس والمؤسسات تقديم الوعود حول البيئة والقيم التي تتمسك بها المؤسسة. لا يمكن تقديم تلك الوعود وفق نظرية تبادلية إلا إذا اعتنقها كل المشاركين. تقدم رسالة منظمة خطوط طيران ساوث ويست وموظفيها الادعاء التالي: «...نلتزم بتوفير بيئة عمل مستقرة لموظفينا، بفرص متساوية للتعلم والنمو الشخصي». وبينما تضمن الشركة توفير «فرص تعلم ونمو شخصي متساوية»، لا يمكن الوعد بالرسالة السابقة. تشمل بيئة العمل التي توفرها ساوث ويست المستهلكين. تُفعَّل القواعد لضمان الأمان على الطائرة، لن يُطرد العملاء بسبب الطباع أو غياب الذوقيات. يتعارض ذلك مع وعد «البيئة المستقرة». وعلى الجانب الآخر، تضمن بعض المؤسسات توافق رؤاها مع نموذج التكوين المتبادل، تعد جامعة ييل، على سبيل المثال، بالآتي في رسالة المنظمة:
تلتزم ييل بتحسين العالم اليوم والغد، عبر البحث العلمي المؤثر والمنح الدراسية، والتعليم، وثبات المستوى والممارسة. توفر ييل التعليم إلى قادة العالم الملهمين، العاملين في كافة قطاعات المجتمع. نعمل على تنفيذ هذه الرسالة عبر التبادل الحر للأفكار في مجتمع أخلاقي تبادلي متنوع في الكلية، مكون من الأساتذة والطلبة والخريجين.
تصدر هيئة الجامعة في تلك الحالة رسالة تشير إلى جزء من الطلبة والكلية فقط، بدلًا من إصدار الوعود المعتمدة على كل الطلبة. تسلط الرسالة ضوءًا على ما يوفرونه وكيفية إيفائهم بهذه الوعود. وعن طريق توفير الدليل، يوفرون مثالًا للقارئ عن مشاركة أعضاء مجتمع المدرسة في البيئة التي يعدون بها، وقبول الدور الاجتماعي في ثقافة مدرستهم.

## للإستزادة
- علم نفس
- قائمة مجالات علم النفس
- قائمة مؤسسات علم النفس
- قائمة علماء النفس
- قائمة العلاجات النفسية
- قائمة لائحة منشورات علم النفس
- قائمة طرق الأبحاث
- قائمة مدارس علم النفس
- خط علم النفس الزمني